# ケヴィン・シュール・エレゴーア
ケヴィン・シュール・エレゴーア（Kevin Stuhr Ellegaard、1983年5月23日 - ）は、デンマーク・コペンハーゲン出身の元プロサッカー選手。現役時代のポジションはGK。

## 経歴

### クラブ
コペンハーゲンのクラブを複数渡り歩いた後、2002年7月にマンチェスター・シティFCに加入。2003–04シーズン、リーグ戦で先発2試合・途中出場2試合の計4試合に出場した。2005年1月、レンタルでリーグ1のブラックプールFCに加入。
2005年夏、出場機会を求めヘルタ・ベルリンに移籍。しかしここでもポジションを確保出来ず、リーグ戦での出場はわずか2試合に終わった。
2007年夏、フリーでラナースFCに加入。ラナースではチームの主力を担い、3シーズン連速でのスーペルリーガ残留に貢献した。
2010–11シーズン、トライアルを経てSCヘーレンフェーンに移籍。 
2012年1月、IFエルフスボリにフリーで加入。
2020年1月14日、FCヘルシンゲルに移籍。
2021年12月22日、現役引退を表明したが、2022年5月2日にオールボーBKにシーズン終了までの短期間の契約で加入し、現役復帰した。

### 代表
ユース年代からデンマーク代表に選出されていた。
UEFA EURO 2004期間中、トレーニングメンバーとして代表チームに帯同した。2007年秋、負傷したイェスパー・クリスティアンセンに代わって代表に招集された。2008年8月にも再びクリスティアンセンの負傷に伴い招集された。

## 代表歴
- デンマークU-16
  - UEFA U-16欧州選手権2000
- デンマークU-17
- デンマークU-19
- デンマークU-20
- デンマークU-21
  - UEFA U-21欧州選手権2006

## タイトル
エルフスボリ
- アルスヴェンスカン: 2012
- スウェーデンカップ: 2014